# Kremstal (Niederösterreich)

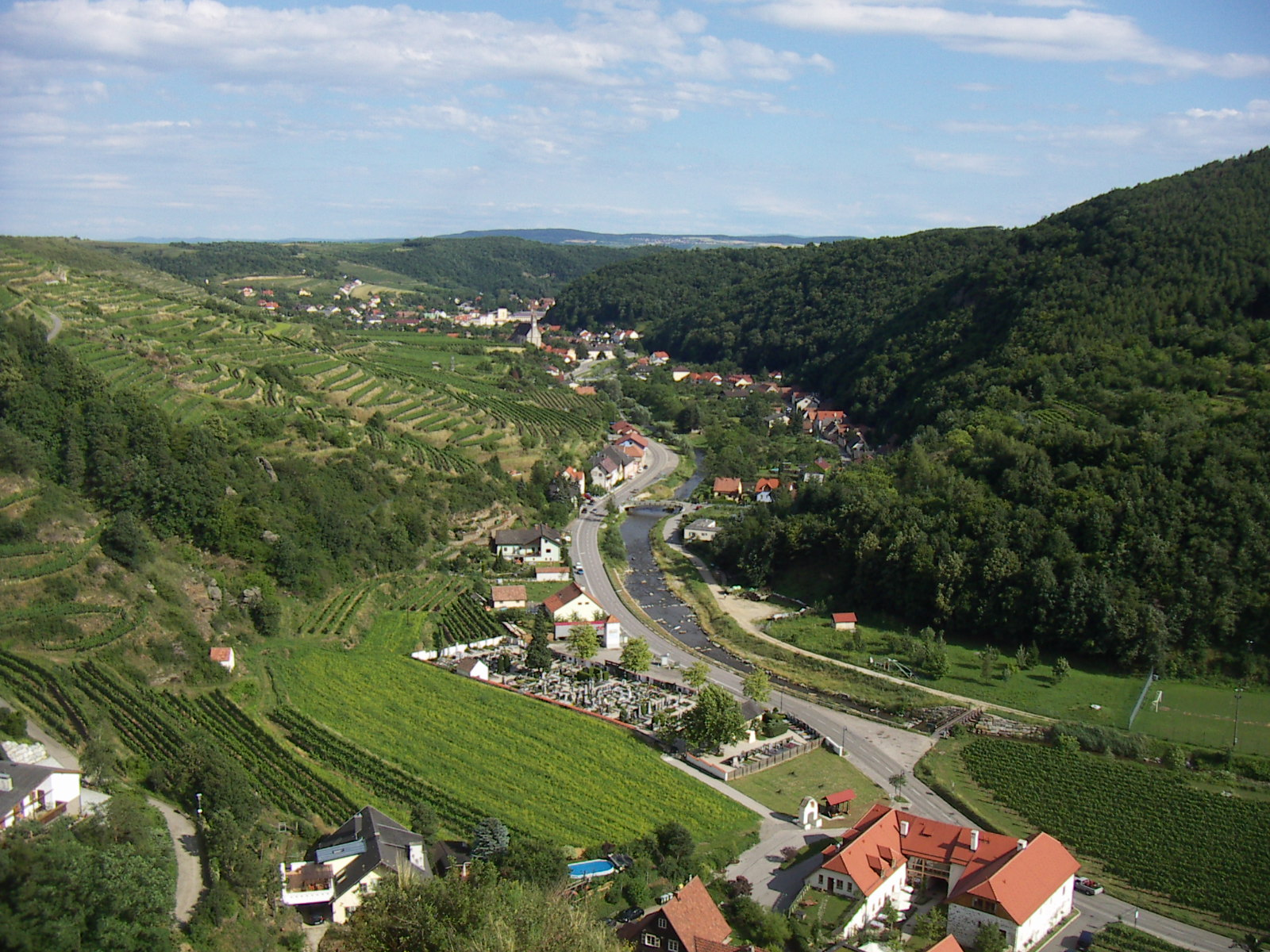
Blick von Senftenberg auf das Kremstal bei Imbach (2007)

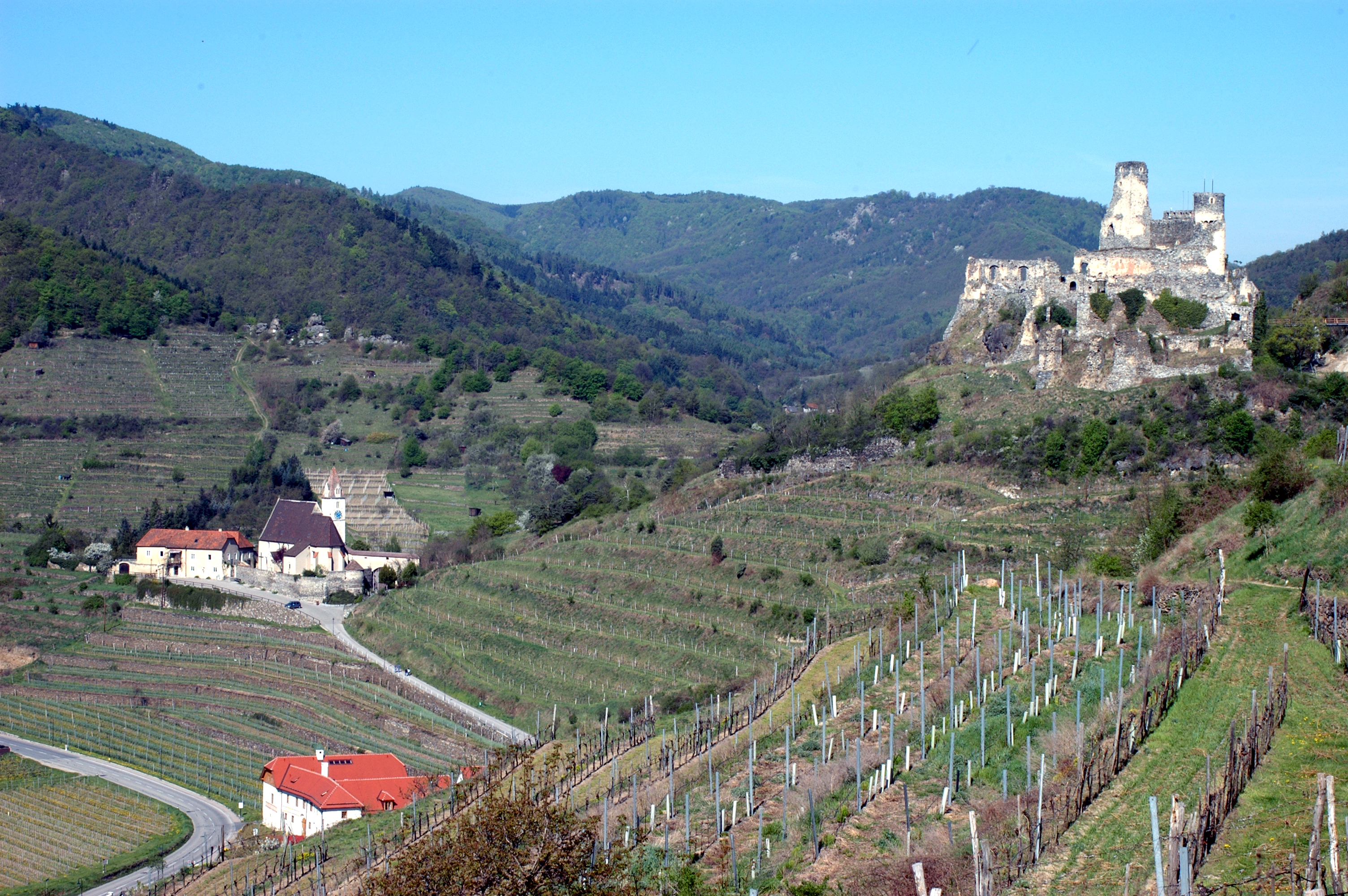
Pfarrkirche und Burgruine Senftenberg von Senftenberg (Niederösterreich) (2007)

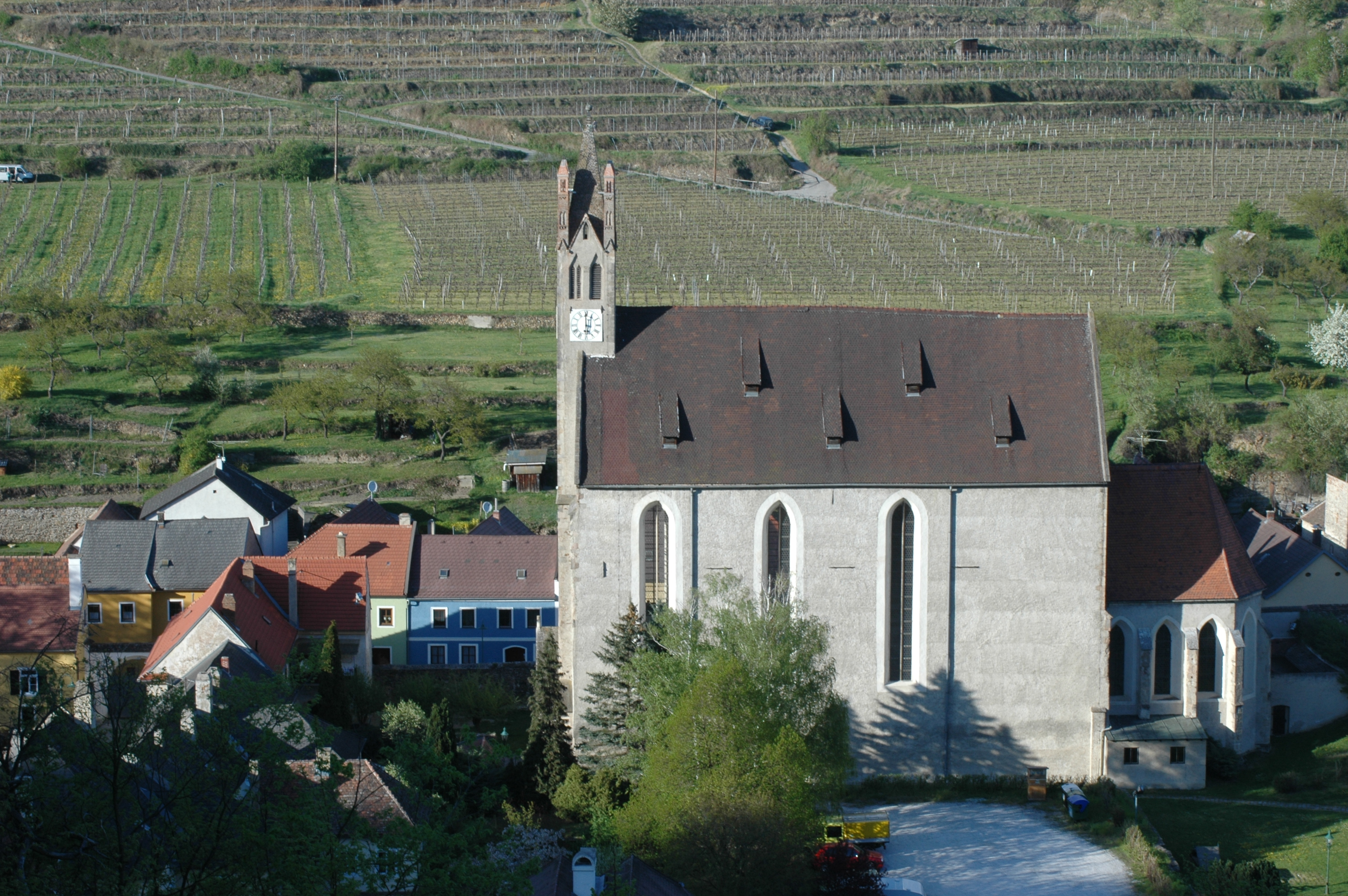
Pfarrkirche Mariä Geburt in Imbach, dahinter Weingärten (2007)

Das Kremstal in Niederösterreich ist das Tal des niederösterreichischen Flusses Krems. Diese ist ein linksufriger Zubringer zur Donau, der im Waldviertel entspringt und ursprünglich bei Krems an der Donau in die Donau mündete. Mit der Errichtung des Donaukraftwerkes Altenwörth wurde die Einmündungsstelle stromabwärts hinter das Elektrizitätswerk verlegt.
Zuletzt ist an der Krems 2002 ein Extremhochwasser mit erheblichen Schäden aufgetreten, ebenso wie im nahen Kamptal.
Im Oberlauf fließt die Krems durch die raue Urgesteinslandschaft des Waldviertels, die sich im Unterlauf in eine Weinbaulandschaft wandelt. Das Weinbaugebiet gehört zur Weinbauregion Weinland Österreich, die Qualitätsweine werden als DAC Kremstal gekennzeichnet.
Seit 2020 verbindet der Weitwanderweg Kremstal-Donau die Orte im Kremstal.
Das kleine Kremstal verläuft zwischen (Großer) Krems und Donau und hat sich tief ins dortige Mittelgebirge (bis 800 m) eingeschnitten, das die Wachau begleitet.
Unterhalb der Burg Hartenstein, 15 km westlich der Stadt Krems, findet man im Uferfelsen die Gudenushöhle aus der Steinzeit. Vor 70.000 Jahren machten hier Neandertaler Jagd auf Mammut, Wollnashorn, Ren, Wildpferd und Höhlenbär. Die Obere Kulturschicht aus dem Magdalenien (20.000 – 10.000 v. Chr.) brachte eine Knochenpfeife ans Licht – das älteste Musikinstrument Österreichs – und einen Adlerknochen mit eingeritztem Rentierkopf.